# Ядзима, Синъя
Синъя Ядзима (яп. 矢島 慎也; 18 января 1994, Сайтама) — японский футболист, полузащитник клуба «Гамба Осака».

## Клубная карьера
Синъя Ядзима начинал свою карьеру футболиста в клубе «Урава Ред Даймондс». 24 марта 2012 года он дебютировал в Джей-лиге 1, выйдя в основном составе в гостевом поединке против «Консадоле Саппоро». 18 мая 2013 года Ядзима, выйдя на замену в самой концовке, успел в оставшееся время забить свой первый гол на высшем уровне, поставив точку в сверхрезультативном домашнем поединке против команды «Саган Тосу». С начала 2015 года он на правах аренды выступал за клуб Джей-лиги 2 «Фаджиано Окаяма», где является игроком основного состава и регулярно забивает. В Джей-лиге 2 2015 года Ядзима записал на свой счёт 8 результативных ударов, Джей-лиге 2 2016 года — 5.

## Карьера в сборной
В составе молодёжной сборной Японии Синъя Ядзима выиграл чемпионат Азии среди молодёжных команд 2016 года в Катаре.
Синъя Ядзима в составе олимпийской сборной Японии играл на футбольном турнире Олимпийских игр 2016 года в Рио-де-Жанейро. Он провёл все 3 матча своей сборной на этом соревновании. Ядзима забил победный и единственный гол в последнем матче группового этапа против олимпийской сборной Швеции.